# Бакумівка (Білоцерківський район)
Баку́мівка — село в Рокитнянській селищній громаді Білоцерківського району Київської області України. Населення становить 455 осіб.

## Історія
Під час археологічних розкопок, які проводив у 1898-1901 роках київський археолог Вікентій Хвойка, виявили та дослідили два кургани скіфських часів. Було знайдено кам'яні знаряддя епохи бронзи.
У XI—XII ст. на місці села було давньоруське поселення, передмістя стародавнього торкського міста Торчеськ.
На «Карте малоросийских и слободских полков… со смежными их землями» Мангуса фон Ренне 1764 року вказана слобода Бавкум на р. Горохватка (поряд сл. Синиця на р. Рось та сл. Зеленьки на р. Рось)
Метрична книга села Шарок, церкви Царя-Костянтинівської Богуславського благочиння за 1779—1798 роки, фонд 127, опис 1012, справа 658, № 52 надає інформацію про мешканців села Бакумівки прихожан цієї церкви: Касіченко Григорій Іванович — 1675 року народження;
Вовк Микита — 1694 року народження;
Кот Тришка — 1694 року народження;
Долинський Денис — 1698 року народження;
Грушовий Корній — 1699 року народження;
Голубець Кирило та Дмитро — 1700 року народження;
Токар Іван Тимофійович — 1715 року народження.
За Похилевичем «1790 год в селе Шарки, пренадлежащем Боровицкому, считалось вместе с деревней Бакумовкой 95 дворов, а жителей обоего пола, у Шарках 557, а в Бакумовке 308».
З 1800 року мешканці села Ромашок «вместе с деревней Бакумовка» прихожани церкви Покрови Богородиці села Ромашок.
У XIX ст. — на початку XX ст. Бакумівка — невелике село при панському маєтку. Маєток, обнесений глибоким ровом, мав розпланований яблуневий сад, дерев'яний панський дім, цегляні стайню та каретну, економію (контору зі службовцями та управляючим), хату для челяді. За межами маєтку, на березі р. Горохватка, у збудованій на кам'яному фундаменті цегляній споруді, винокурні, зерно з панських полів переганяли на спирт. Спирт поставлявся для потреб царської армії.
Село відоме тим, що у 1886 році в ньому було створено перше споживче товариство у сільській місцевості, що дало поштовх кооперативному руху в Україні.

## Постаті
- Перч Олег Вікторович (1974—2022) — старший сержант збройних сил України, учасник російсько-української війни.